# Костин, Харлам Петрович
Харлам Петрович Ко́стин (1771—1825) — российский общественный деятель, градоначальник Петрозаводска, купец.

## Биография
Выходец из крестьянской семьи.
Имел двухэтажный каменный дом в Петрозаводске, занимался судовым промыслом и торговлей продовольствием. Поставщик продовольствия для нужд Александровского завода.
В 1802—1804 годах избирался бургомистром Петрозаводского магистрата. В 1811—1813 годах — городской голова Петрозаводска.
В период правления Х. П. Костина состоялось открытие Губернской мужской гимназии. В период Отечественной войны 1812 года был организатором городских рекрутских наборов, формирования и отправки на фронт отряда олонецких стрелков, размещения в Петрозаводске эвакуированных из Петербурга преподавателей и студентов Главного педагогического института.

## Семья
Жена — Марфа Максимовна.